# Matthew Sullivan

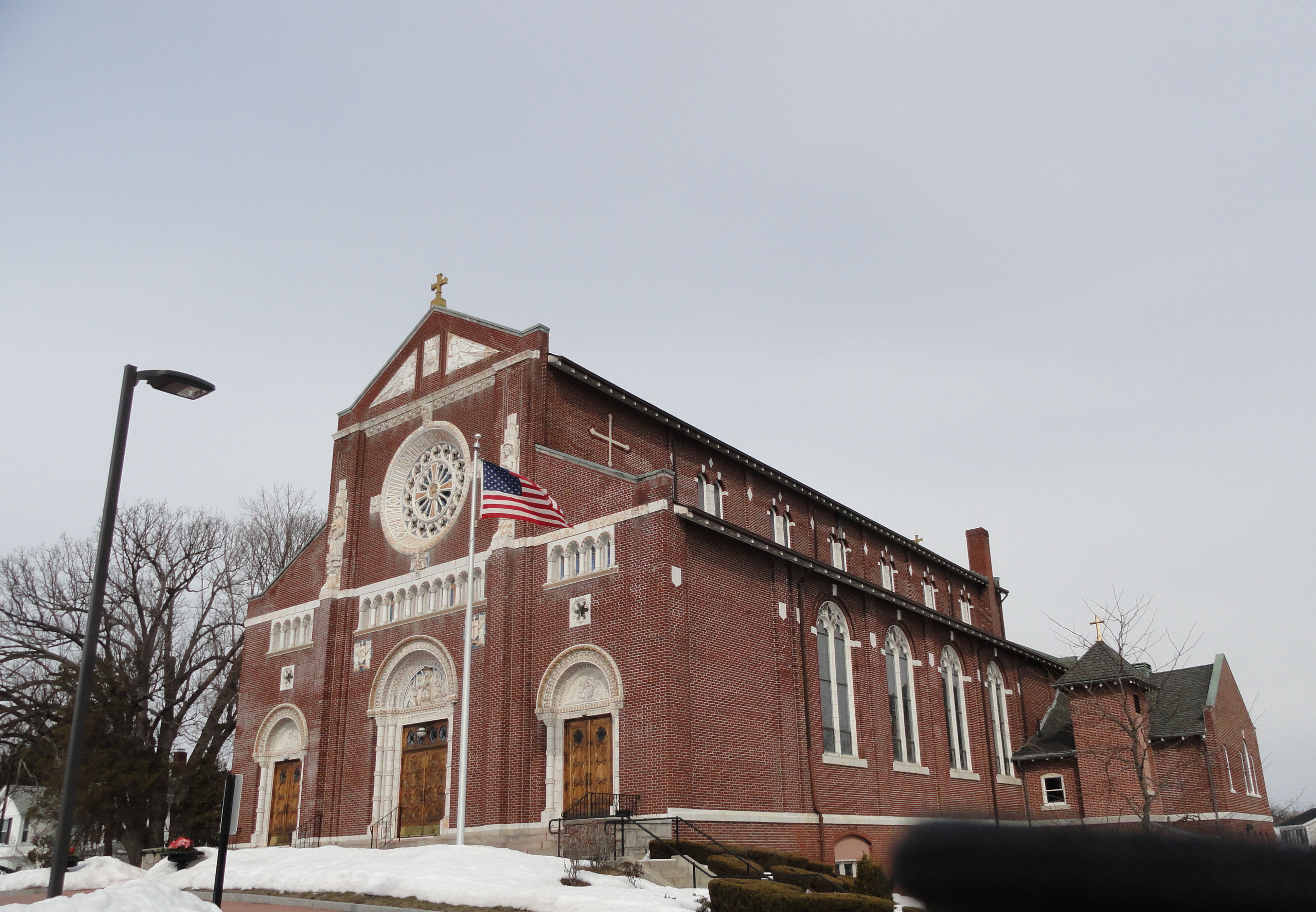
Vue de l'église du Sacré-Cœur de Taunton

Matthew Sullivan (1868-1948) est un architecte américain d'origine bostonienne, spécialiste de l'architecture religieuse.

## Biographie
Sullivan naît à Boston dans une famille d'origine catholique irlandaise. Après ses études d'architecture, il travaille au cabinet de l'architecte bostonien Edmund Wheelwright de 1891 à 1894. Il lui succède en tant qu'architecte de la ville de 1895 à 1901, date à laquelle il devient associé junior du cabinet Maginnis, Walsh & Sullivan. Ce cabinet devient rapidement fameux pour ses constructions d'églises. Sullivan ouvre ensuite son propre bureau d'architecte en 1906.
Il est connu surtout pour avoir conçu le collège universitaire du Sacré-Cœur (Sacred Heart College) à Providence (Rhode Island), ainsi que nombre d'églises et d'édifices religieux à Fall River, Fairhaven, Mattapoisett, etc.

## Quelques œuvres
- Église Saint-Lazare de Boston
- École Sainte-Rose (St. Rose School) de Chelsea (Massachusetts)
- École Saint-Marc (St. Mark School) de Dorchester (Massachusetts)
- Église Sainte-Thérèse d'Everett (Massachusetts)
- Église Sainte-Marie de Franklin (Massachusetts)
- Église Saint-Joseph de Haverhill (Massachusetts)
- Église de la Sainte-Famille de Lynn (Massachusetts)
- Église Saint-Jean-Baptiste de New Bedford (Massachusetts)
- Église Saint-Augustin de Newport (Rhode Island)
- Église Saint-Léon-le-Grand de Pawtucket (Rhode Island)
- Église Sainte-Agnès de Reading (Massachusetts)
- Église du Sacré-Cœur de Taunton (Massachusetts)
- Église Sainte-Marie de Walpole (Massachusetts)
- Église du Saint-Sacrement de Walpole (Massachusetts)
- Église Saint-Benoît de Warwick (Rhode Island), remplacée depuis

## Source
- (en) Cet article est partiellement ou en totalité issu de l’article de Wikipédia en anglais intitulé « Matthew Sullivan » (voir la liste des auteurs).